# 阿林佩什蒂鄉
45°05′N 23°48′E / 45.083°N 23.800°E
阿林佩什蒂鄉（羅馬尼亞語：Alimpești）是羅馬尼亞的鄉份，位於該國西南部，由戈爾日縣負責管轄，面積35平方公里，海拔高度372米，2007年人口2,209，人口密度每平方公里63人。